# 礒山雅
礒山 雅（いそやま ただし、1946年4月30日 - 2018年2月22日）は、日本の音楽学者。元国立音楽大学招聘教授。元大阪音楽大学客員教授。

## 来歴
東京都生まれ。長野県で育つ。長野県松本深志高校を経て、東京大学文学部美学科卒業、同大学院美学藝術学博士課程満期退学。1982〜1984年にはミュンヘン大学へ留学。
1977年に国立音楽大学助教授に就任。その後教授。図書館長や音楽研究所所長も務めた。
1990年の開館よりいずみホール音楽ディレクター。2006年から2012年まで日本音楽学会会長、2015年には藝術学関連学会連合会長。サントリー芸術財団理事や日本芸術文化振興会評議員の役職も務めた。
1988年バッハの研究により辻荘一賞受賞。1994年の『マタイ受難曲』で京都音楽賞・研究部門賞受賞。
2018年1月27日夜、第29回埼玉ヴォーカルアンサンブルコンテストの審査をしたのち、雪で足を滑らせ頭を打ち入院。同年2月22日に外傷性頭蓋内損傷のため死去。享年71歳。
前年10月に完成した博士論文『バッハの《ヨハネ受難曲》——その前提、環境、変遷とメッセージ』の口述試験を前日に終え、『マタイ受難曲』の改訂版とともに出版準備作業に取り掛かっていた矢先の死去だった。博士論文は国際基督教大学の審査に合格し、遺族が代理で博士号（Doctor of Philosophy）の授与を受けた。遺著『ヨハネ受難曲』は2020年に出版。

## 著書
- 『バッハ=魂のエヴァンゲリスト』東京書籍 1985／講談社学術文庫 2010
- 『モーツァルトあるいは翼を得た時間』東京書籍 1988／「モーツァルト=翼を得た時間」講談社学術文庫 2008
- 『バロック音楽 豊かなる生のドラマ』日本放送出版協会：NHKブックス 1989／ちくま学芸文庫 2020
- 『J.S.バッハ』講談社現代新書 1990
- 『マタイ受難曲』東京書籍 1994／ちくま学芸文庫 2019
- 『モーツァルト　二つの顔』講談社選書メチエ 2000／「モーツァルト」ちくま学芸文庫 2014
- 『バッハ・カンタータの森を歩む 1　マリアの3祝日』東京書籍 2004
- 『バッハ・カンタータの森を歩む 2『マタイ福音書』によるカンタータ』東京書籍 2006
- 『バロック音楽 名曲鑑賞事典』講談社学術文庫 2007
- 『「救済」の音楽 バッハ、モーツァルト、ベートーヴェン、ワーグナー論集』音楽之友社 2009
- 『バッハ・カンタータの森を歩む 3　ザクセン選帝侯家のための祝賀音楽/追悼音楽』東京書籍 2009
- 『ヨハネ受難曲』筑摩書房 2020
- 『礒山雅随想集 神の降り立つ楽堂にて』アルテスパブリッシング 2020

### 共編著
- 『バッハ事典 全作品解説事典』鳴海史生・小林義武共編著、東京書籍、1996年
- 『バッハ全集』小学館 1996-1999年。第1、3、5、9、12巻を担当
- 『教養としてのバッハ 生涯・時代・音楽を学ぶ14講』(叢書ビブリオムジカ)、久保田慶一・佐藤真一共編著、アルテスパブリッシング、2012年

### 翻訳
- エマーヌエル・ヴィンターニッツ『楽器の歴史』皆川達夫共訳、PARCO出版局、1977年
- ディーター・ブルーム写真 エマーヌエル・エッカルト文『ザ・オーケストラ 帝王カラヤンとベルリン・フィルの全貌』インターフェース、1984年
- アントン・ノイマイヤー『ハイドン/モーツァルト 現代医学のみた大作曲家の生と死』大内典共訳、東京書籍、1992年
- クリストフ・ヴォルフ/トン・コープマン編著『バッハ=カンタータの世界』全3巻 監訳 東京書籍、2001-2002年
- ニール・ザスラウ『モーツァルトのシンフォニー コンテクスト演奏実践受容 1』監修・訳 永田美穂訳、東京書籍、2003年
- ニール・ザスラウ『モーツァルトのシンフォニー コンテクスト演奏実践受容 2』監修・訳 若松茂生訳、東京書籍、2003年
- クリストフ・ヴォルフ『バッハ ロ短調ミサ曲』春秋社、2011年
- クリストフ・ヴォルフ『モーツァルト最後の四年 栄光への門出』春秋社、2015年

## パーソナリティー
- バロックの森
- 古楽の楽しみ